# محمد صمدی
محمد صمدی (انگلیسی: Mohamed Samadi؛ زادهٔ ۲۱ مارس ۱۹۷۰) بازیکن سابق فوتبال اهل مراکش بوده‌است.
وی برای تیم ملی فوتبال مراکش ۱۲ بازی انجام داد و در جام جهانی فوتبال ۱۹۹۴ عضو این تیم بود.